# Scenecritique
Scenecritiqueは日本人の運営するアンダーグラウンド系サイト。管理者共に米国に存在し、多くのアンダーグラウンド系サイトが消滅した現在においては、草分け的存在となっている。

## 概要
同じくアンダーグラウンド系組織の粋より派生したグループ、もしくは粋本体の変化したもの、と考えられているが詳細は不明。2000年頃には既に存在し、いつ頃どのような形で形成されたのかは明らかにされていない。
ScenecritiqueはScene critiqueで、直訳すると場面評論。

## 組織
ロサンゼルス在住のサーバー管理者「Captain」を頂点とする単純構造の組織で、完全会員制。現在では、かつてアンダーグラウンド系で大御所と呼ばれた人々の馴れ合い場所と化している。
BackSection、UGTOP、あやしいわーるど、ゲスッなどと関係の深い多くの著名人が一時期、もしくは永続的に参加する組織だが、意図や目的は不明。Winny開発者も一時期参加していた。

## IRC
どのIRCネットワークとも接続していないIRCサーバーを有し、基本的なコミュニケーションはこれを用いている。また、iRCの収容も行っている。

## 歴史資料館
アンダーグラウンド系組織が活発であった当時のさまざまなコンテンツを保存しており、当時の歴史を垣間見る事の出来るサイトでもある。